# Caijsa Wilda Hennemann
Caijsa Wilda Hennemann (* 22. März 2001 in Göteborg) ist eine schwedische Tennisspielerin.

## Karriere
Hennemann begann im Alter von sechs Jahren mit dem Tennissport und bevorzugt laut ITF-Profil Hartplätze. Sie spielt vorrangig auf der ITF Women’s World Tennis Tour, wo sie bislang sieben Titel im Einzel und 14 Titel im Doppel gewinnen konnte.
Beim Juniorinnendoppel der Australian Open 2019 erreichte sie mit ihrer Partnerin Valentina Ryser das Achtelfinale, beim Juniorinneneinzel der French Open 2019 erreichte sie das Viertelfinale, das sie gegen Zheng Qinwen mit 6:2, 3:6 und 3:6 verlor. Bei den US Open 2019 erreichte sie im Juniorinnendoppel zusammen mit ihrer Partnerin Alexandra Vecic ebenfalls das Viertelfinale.
Im Jahr 2022 spielte Hennemann erstmals für die schwedische Billie-Jean-King-Cup-Mannschaft; ihre Billie-Jean-King-Cup-Bilanz weist bislang 11 Siege bei 4 Niederlagen aus.

## Turniersiege

### Einzel
| Nr. | Datum              | Turnier                  | Kategorie | Belag             | Finalgegnerin       | Ergebnis       |
| --- | ------------------ | ------------------------ | --------- | ----------------- | ------------------- | -------------- |
| 1.  | 13. September 2020 | Saint-Palais-sur-Mer     | ITF W15   | Sand              | Dorka Drahota-Szabó | 3:6, 6:3, 7:66 |
| 2.  | 16. Januar 2022    | Bath                     | ITF W25   | Hartplatz (Halle) | Eliz Maloney        | 6:1, 7:5       |
| 3.  | 9. Oktober 2022    | Santa Margherita di Pula | ITF W25   | Sand              | Ylena In-Albon      | 6:1, 7:5       |
| 4.  | 12. März 2023      | Amiens                   | ITF W15   | Sand              | Vicky Van de Peer   | 6:3, 6:1       |
| 5.  | 25. Februar 2024   | Manacor                  | ITF W15   | Hartplatz         | Marie Weckerle      | 7:5, 6:2       |
| 6.  | 5. Mai 2024        | Varberg                  | ITF W15   | Sand              | Elena Malõgina      | 6:0, 6:1       |
| 7.  | 16. Juni 2024      | Kuršumlijska Banja       | ITF W15   | Sand              | Kaylah McPhee       | 2:6, 6:4, 6:1  |

### Doppel
| Nr. | Datum              | Turnier   | Kategorie | Belag             | Partnerin             | Finalgegnerinnen                            | Ergebnis         |
| --- | ------------------ | --------- | --------- | ----------------- | --------------------- | ------------------------------------------- | ---------------- |
| 1.  | 16. März 2019      | Antalya   | ITF W15   | Sand              | Melis Yasar           | Wiktorija Dema Adrienn Nagy                 | 0:1, Aufgabe     |
| 2.  | 11. Mai 2019       | Göteborg  | ITF W15   | Sand              | Melis Yasar           | Klára Hájková Aneta Laboutková              | 6:2, 6:3         |
| 3.  | 18. Mai 2019       | Varberg   | ITF W15   | Sand              | Maria Petrovic        | Jekaterina Makarowa Sadafmoch Tolibowa      | 7:63, 6:3        |
| 4.  | 13. Februar 2021   | Antalya   | ITF W15   | Sand              | Dorka Drahota-Szabó   | Polina Bachmutkina Eva Garkusha             | 6:2, 6:1         |
| 5.  | 16. Juli 2021      | Tarvis    | ITF W25   | Sand              | Nika Radišić          | Bárbara Gatica Rebeca Pereira               | 6:4, 6:1         |
| 6.  | 18. September 2021 | Melilla   | ITF W15   | Sand              | Ku Yeon-woo           | Luisa Meyer auf der Heide Chantal Sauvant   | 6:3, 6:0         |
| 7.  | 2. Oktober 2021    | Budapest  | ITF W25   | Sand              | Dorka Drahota-Szabó   | Adrienn Nagy Natália Szabanin               | kampflos         |
| 8.  | 22. Oktober 2021   | Sevilla   | ITF W25   | Sand              | Ku Yeon-woo           | Lina Gjorcheska Tena Lukas                  | 7:5, 6:1         |
| 9.  | 15. Januar 2022    | Bath      | ITF W25   | Hartplatz (Halle) | Elena Malõgina        | Arina Gabriela Vasilescu Emily Webley-Smith | 6:4, 6:3         |
| 10. | 7. Mai 2022        | Båstad    | ITF W25   | Sand              | Mona Barthel          | Julie Belgraver Fanny Östlund               | 6:1, 6:4         |
| 11. | 14. Mai 2022       | Varberg   | ITF W25   | Sand              | Jacqueline Cabaj Awad | June Björk Julita Saner                     | 6:1, 6:3         |
| 12. | 25. Juni 2022      | Ystad     | ITF W25   | Sand              | Martyna Kubka         | Ashley Lahey Lisa Zaar                      | 4:6, 7:5, [10:7] |
| 13. | 27. August 2022    | Oldenzaal | ITF W25   | Sand              | Jacqueline Cabaj Awad | Rikke de Koning Marente Sijbesma            | 6:1, 6:3         |
| 14. | 4. November 2023   | Näsbypark | ITF W15   | Hartplatz (Halle) | Lisa Zaar             | Darija Lopatezka Darja Jessyptschuk         | 5:7, 6:1, [10:6] |